# Zollinger-Ellisonov sindrom
Zollinger-Ellisonov sindrom je bolezen, za katero je značilna huda želodčna prekomerna sekrecija s trdovratnimi peptičnimi ulkusi zaradi hipersekrecije gastrina iz gastrinoma.  Razjede se pojavljajo zlasti pogosto v dvanajstniku, spremlja jih driska. Navadno je odporen na zdravljenje z zdravili in lahko ogroža življenje bolnika. Tumor je v večini primerov rakav (maligen). Večina gastrinomov se nahaja v dvanajstniku (50–70 %), trebušni slinavki (20–40%) ali drugje v trebušni votlini, lahko pa se nahaja tudi ektopično v drugih organih (npr. v srcu, jajčniku, žolčniku, jetrih, ledvici). Gastrinom pogosto zaseva, najpogosteje v jetra in kosti.

## Epidemiologija
Gre za izjemno redko bolezen, a natančne epidemiologije bolezni ne poznamo. V Združenih državah Amerike ocenjujejo, da je pojavnost (incidenca) bolezni okoli 0,1 do 1 % bolnikov s peptično razjedo. Slovenski avtorji ocenjujejo, da se bolezen pojavi letno pri 0,1 do 3 posameznikih na 10 milijonov prebivalcev. Verjetno so ocene pogostnosti podcenjene. Bolniki z neugotovljenim Zollinger-Ellisonovim sindromom imajo namreč pogosto simptome peptične bolezni, ki se jih da obvladati z običajnimi odmerki zdravil, ki zavirajo želodčno sekrecijo. Večina bolnika bolnikov je ob diagnozi starih med 20 in 50 let, Moških je 1,5-krat več kot žensk.

## Znaki in simptomi
Več kot 90 % bolnikov razvije peptične razjede, ki so največkrat številne in merijo manj kot 1 cm v premeru, najpogostejše so v začetnem in končnem delu dvanajstnika ter v teščem črevesu (jejunumu). Pri bolnikih se pogosto pojavljajo driske zaradi nezmožnosti reabsorbcije velikih količin želodčnega soka, inaktivacije encimov trebušne slinavke ob nizkem pH. Razvijeta se malabsorbcija in steatoreja (čezmerna količina maščob v blatu). Gastrin v visokih koncentracijah zavira absorbcijo natrija in vode v tankem črevesu. Bolnike lahko ogroža hipokaliemija.